# Videoscheidsrechter

Het symbool van VAR verschijnt op het bord tijdens een beoordeling van videoscheidsrechter.

De videoscheidsrechter, ook videoassistent of VAR (video assistant referee), is een official die de scheidsrechter tijdens een voetbalwedstrijd assisteert en op diens verzoek beslissingen opnieuw beoordeelt met behulp van camerabeelden. De videoscheidsrechter is een volledig gekwalificeerde scheidsrechter. Hij bevindt zich op een locatie buiten het speelveld en staat via een radioverbinding in contact met de scheidsrechter. Sinds het seizoen 2016/2017 wordt er in de Nederlandse voetbalcompetitie met videoscheidsrechters geëxperimenteerd.
Bij de sporten American football (?), ijshockey (1991), rugby (1996), cricket (2001), tennis (2002), hockey (2009) en volleybal (2012) wordt al langer gewerkt met videotechnologie, die ook de voetbal-VAR tot zijn beschikking heeft.

## Procedure
Er zijn tijdens een voetbalwedstrijd vier soorten situaties die kunnen worden bekeken door de videoscheidsrechter:
- doelpunten, of er daaraan voorafgaand een overtreding begaan is door hands, buitenspel of anderszins.
- strafschopsituaties,
- rodekaartsituaties (alleen bij directe rode kaart, niet bij een tweede gele kaart),
- 'verkeerde' speler, aan wie een gele of rode kaart wordt toegekend.[4]

Bij voetbal bepaalt de scheidsrechter of een situatie door de videoscheidsrechter beoordeeld wordt; bij sommige andere sporten kunnen ook spelers of coaches daarom vragen. Maar de VAR kan wel de scheidrechter uit eigen beweging attenderen op een bepaalde situatie.

## Nederland
De KNVB begon in 2013 een proef met de videoscheidsrechter.
In voorbereiding op het seizoen 2016/17 werd bij een oefenwedstrijd voor het eerst live getest met de videoassistent. Tijdens de wedstrijd tussen PSV en FC Eindhoven (0-1) op 26 juli 2016 werd scheidsrechter Ed Janssen ondersteund door videoassistent Danny Makkelie, die in een busje buiten het stadion op enkele monitoren de wedstrijd volgde en waar nodig cruciale spelsituaties nader bekeek.
De KNVB maakte in 2016/2017 gebruik van de videoscheidsrechter in het bekertoernooi. De wereldwijde primeur van een live-test in een officiële competitie op het hoogste niveau beleefde de videoscheidsrechter op 21 september 2016 bij de KNVB Beker-wedstrijd tussen Ajax en Willem II (5-0). Het hulpmiddel bewees daarbij zijn waarde: bij een overtreding van Willem II-middenvelder Anouar Kali trok scheidsrechter Makkelie in eerste instantie een gele kaart, maar op advies van videoassistent Pol van Boekel werd dit gewijzigd in een rode kaart.
Tijdens de halve finale van de KNVB Beker 2016/17 tussen AZ en Cambuur (0-0; AZ won na strafschoppen) op 2 maart 2017 leek AZ in blessuretijd een late treffer te maken. Jahanbakhsh gaf de bal voor en Stijn Wuytens kopte raak. Videoscheidsrechter Dennis Higler had echter een duwfout van Garcia ten opzichte van keeper Nienhuis geconstateerd, waarna arbiter Kevin Blom het doelpunt afkeurde. Daardoor bleef het 0-0 en werd er verlengd.
Sinds het seizoen 2018/2019 wordt er in de gehele eredivisie gebruikgemaakt van de videoassistent.

## Internationaal
De eerste keer dat een scheidsrechter tijdens een internationale wedstrijd de hulp inriep van een videoscheidsrechter, was tijdens de vriendschappelijke wedstrijd tussen Italië en Frankrijk (1-3) op 1 september 2016 in Bari. De Nederlandse scheidsrechter Björn Kuipers riep twee keer assistentie in van de videoscheidsrechters Makkelie en Van Boekel.

## On field review
Sinds januari 2017 experimenteert de KNVB ook met monitoren langs het veld, waarop een scheidsrechter zelf een situatie kan terugkijken in de zogenaamde view area, die gelegen is tussen beide dug-outs.
De eerste keer dat een scheidsrechter gebruik maakte van de monitor aan de zijlijn, was op 25 januari 2017 tijdens het bekerduel tussen FC Utrecht en Cambuur (1-2). Scheidsrechter Van Boekel kwam een kwartier voor tijd terug op zijn beslissing om een strafschop te geven aan de thuisploeg na gebruik te hebben gemaakt van on-field review. De scheidsrechter legde de bal bij een 1-2 stand op de penaltystip, omdat hij hands had geconstateerd van Cambuur-verdediger Omar El Baad. Kort daarna liep Van Boekel echter op verzoek van videoscheidsrechter Jochem Kamphuis naar de zijkant van het veld, waar hij de beelden terug kon kijken. Daaruit bleek volgens de arbiter dat Sebastien Haller, die de bal tegen de hand van El Baad aanschoot, zich schuldig had gemaakt aan gevaarlijk spel. Van Boekel gaf Cambuur daarop een vrije trap voor gevaarlijk spel van Haller. Het was voor de eerste keer dat er in Nederland een dergelijke beslissing op basis van videobeelden werd genomen.
Een andere belangrijk moment waarbij een scheidsrechter gebruik maakte van de monitor aan de zijlijn, was tijdens het nacompetitieduel op 25 mei 2017 tussen NAC en NEC (1-0). Scheidsrechter Higler draaide zijn rode kaart aan Wojciech Golla terug, waarop de verdediger van NEC na zijn veldverwijdering weer het veld terug in mocht, nadat Higler de beelden nog eens had bekeken. Golla kreeg de rode kaart in de 40e minuut na een overtreding op NAC-spits Cyriel Dessers, die na een verre uittrap van doelman Jorn Brondeel op het doel van NEC leek af te gaan. Golla maakte een lichte overtreding waardoor Dessers viel, maar scheidsrechter Higler had gemist dat er kort daarvoor een overtreding was gemaakt door Dessers. Videoscheidsrechter Ed Janssen attendeerde hem daarop, waarop Higler besloot om aan de rand van het veld naar de beelden te kijken. Nadat hij die had bekeken, besloot hij Golla weer het veld op te roepen en kreeg niet NAC, maar NEC de vrije trap.
Op 11 augustus 2018 werd voor de eerste keer ooit een eredivisiedoelpunt afgekeurd na het raadplegen van de VAR. Bij een 0-1 voorsprong voor VVV-Venlo leek Willem II twintig minuten voor tijd op gelijke hoogte te komen. Volgens videoscheidsrechter Kevin Blom had doelpuntenmaker Fran Sol de bal echter à la Maradona met zijn arm binnen gewerkt. Hierna keurde arbiter Rob Dieperink de treffer af en gaf de Willem II-spits een gele kaart.